# Агоп Шахвеледян
Агоп Т. Шахвеледян (на немски: Hagop Schahveled) е протестантски пастор, арменски общественик и журналист.

## Биография
Роден е на 25 януари 1856 г. в гр. Амасия в Османската империя. Остава сирак на 8 годишна възраст. Първоначално посещава американско богословско училище в Османската империя, после завършва богословие в университета в швейцарския град Базел, след което продължава своята квалификация в Англия. През 1887 г. се завръща в Амасия, където служи като пастор в Арменската евангелска църква. При репресиите на правителството на султан Абдул Хамид ІІ срещу арменците попада в затвора. След като излиза на свобода, заминава за Базел. С подкрепата на протестантския мисионер и приятел на арменския народ д-р Йохан Лепсиус  пастор Шахвеледян пътува из Швейцария, Германия и Австро-Унгария, където на събрания защитава арменската кауза. С помощта на Швейцарското евангелско дружество Агоп Шахвеледян пристига на 29 ноем. 1897 г. във Варна, за да се грижи за арменските бежанци, приети и подслонени от младата българска държава. В крайморския град пастор Шахвеледян работи заедно с пастор Абрахам Амирханянц , Киркор Кеворкян и пастор Йоханес Аветаранян (мюсюлманския духовник Мехмед Шукри, кръстен от пастор Амирханянц в Русия) .
Пастор Агоп Шахвеледян сътрудничи с основаната от д-р Лепсиус „Немската мисия в Ориента“ (ДОМ) (Deutschen Orient-Mission) , с Базелския комитет, с Немския съюз за подпомагане на християнската благотворителност в Ориента (Deutscher Hülfsbund für chrisliches Liebeswerk im Orient) и преди всичко с швейцарския пастор Карл-Сарасин Форкарт (Karl Sarasin-Forcart).
От март 1903 г. Шахвеледян става редактор-стопанин на в. „Tziteni“ („Маслинено дърво“), първия детски вестник, издаван в Русе 
На следващата 1904 г. се преселва в София, където служи като евангелистки пастор. Сътрудничи с Арменската апостолическа църква, участва в настоятелството на арменското училище „Месробян“ в столичния кв. Павлово, председателства Гилигийското (Киликийското) дружество за подпомагане на сираци. Участва в основаването на клон на Общоарменския благотворителен съюз Парекордзаган (AGBU) в София и заема длъжността секретар на дружеството за България и Румъния.
По време на Балканската война той отива на фронта, където разпространява библии сред българските войници и сред турските пленници в Пловдив и Одрин.
През 1916 г. отново заминава за Швейцария, за да събира помощи за оцелелите от геноцида арменци.
Пастор Агоп Шахвеледян умира в София на 30 август 1931 г.

### Семейство
Запазена е снимка на семейството на Агоп Шахвеледян. Съпругата му Берта Клайн-Шахвеледян е немкиня, отгледана и образована от арменка. Техни дъщери са Вехан, Майди (Marie) и учителката в Немското училище в София Клара, която по време на Първата световна война служи като милосърдна сестра. Синовете им са художникът Карло (Karl Johannes) и чиновникът Веазун (Веназун, Вехазун) Киркор Шахвелед.
Братът на Агоп Шахвеледян – Дикран (Tigran) Шахвеледян – също служи като протестантски пастор в София.
В Централния държавен архив се съхранява личен архивен фонд на пастор Агоп Шахвеледян.